# 분당서울대학교병원
분당서울대학교병원(盆唐서울大學校病院)은 경기도 성남시 분당구 구미로173번길 82에 있는 대한민국의 의료기관이다.

## 개요
2003년 5월 성인 및 노인성 질환을 다루는 목적으로 병원을 개원하였다. 개원 때부터 한국 최초의 디지털 병원을 지향해 종이 차트, 종이 처방전, 영상 필름, 종이 서류가 없는 당시로서는 매우 첨단화된 병원으로 출범하였다. 서울대학교병원의 첫 번째 분원으로, 서울의대 의료진의 명성과 첨단시스템에 힘입어 빠르게 성장해 단일 병원을 기준으로 서울성모병원과 비슷한 5위 혹은 6위의 규모이다. 2013년에는 뇌신경 질환과 암센터에 특화된 신관을 건립하였으며, 이후 한국토지주택공사의 사옥을 인수해 헬스케어혁신파크(HIP)를 건립하여 의료 연구 개발에 나서고 있다. 수술로는 복강경(배에 작은 구멍만 뚫어 수술하는 기법)을 통한 암수술과 뇌신경 수술, 심장 수술 등이 유명하며, 로봇을 활용하는 수술 등 수술의 선진화를 지향하고 있다. 교육부 산하의 공공기관이다.

## 연혁
1989년 12월  서울대학교병원 분원 설치 요청
1992년 2월 병원건립사업 승인
1999년 5월 병원 공식명칭 결정 '분당서울대학교병원'
2002년 12월 분당서울대학교병원 준공식
2003년 5월 분당서울대학교병원 진료 시작
2013년 3월 신관 증축 완공, 개원
2016년 4월 융복합 연구 클러스터 헬스케어 혁신파크(HIP) 개원
2019년 5월 전임상 연구시설 지석영의생명연구소 개소

## 디지털 헬스케어 시스템
분당서울대병원은 개원 당시부터 '전자의무기록(EMR)'을 바탕으로 한 디지털 병원정보시스템을 구축하여 국내 의료기관 중 최초로 종이 없는 디지털 병원을 실현했다. 2010년에는 미국 의료정보관리시스템협회(HIMSS)로부터 병원정보시스템 수준을 평가하는 'HIMSS Analytics' 7단계를 국내 최초로 인증 받았다.

## 교육 및 연구
분당서울대병원은 서울대학교 의과대학의 교육병원으로서 의과대학 학생들의 임상실습 및 전공의, 전임의 수련 프로그램을 운영하고 있다. 또한 국내외 다양한 의료기관과 협력하여 연구 활동을 수행하고 있으며, 2025년 제1기 연구중심병원으로 인증받았다.

## 사회공헌 활동
지역사회와 함께하는 의료기관으로서 취약계층 의료지원, 지역사회 건강증진 프로그램, 해외 의료봉사 등 다양한 사회공헌 활동을 수행하고 있다.

## 교통
지하철+버스: 미금역(분당선, 신분당선) 하차 후 마을버스(7번, 7-1번), 시내버스(51번) 탑승
자가용 : 경부고속도로, 분당-수서간 도시고속화도로 등을 통해 접근 가능